# 프리세일즈
프리세일즈(presales)는 고객 인수 전 일반적으로 수행되는 영업 활동과 판매 프로세스를 통칭하는 단어이며 제품이나 서비스를 고객에게 전달하는 시기로까지 확대하여 해석하는 경우도 있다. 그리고, 프리세일즈에 필요한 문서, 제안서등으로 구성되어 세일즈중인 웹사이트도 있다. https://www.presales.co.kr/

## 책임
일반적인 세일즈 사이클에서 단계는 다음과 같다:
1. 연락
2. 주도 / 의심
3. 전망 / 기회

프리세일즈 인원의 일은 최초 연락 단계부터 시작하며 고객 인수 시(예: 판매 완료) 종료된다. 일부의 경우 프리세일즈는 초기 또는 판매 후 전환 지원도 제공한다.

## 같이 보기
- 영업